# Związek Weteranów Powstań Śląskich
Związek Weteranów Powstań Śląskich to od 1945 oficjalna nazwa Związku Powstańców Śląskich istniejącego od 1923. 
W skład tej organizacji weszli także członkowie organizacji Narodowy Związek Powstańców i Byłych Żołnierzy, która po 1926 wyodrębniła się ze Związku Powstańców Śląskich.